# Шенгавіт (станція метро)
Шенгаві́т (вірм. Շենգավիթ) — станція Єреванського метрополітену, відкрита 26 грудня 1985 р. Станція розташована між станцією «Горцаранаїн» з однією сторони та зі станціями «Гарегін Нжде храпарак» та «Чарбах» з іншої сторони і коліями вилочного руху.
Вестибюль — вихід у місто до вулиці Тадевосяна і 9-ї вулиці мікрорайону Шенгавіт.
Колійний розвиток — 2 стрілочних переводи, двоколійна гілка в електродепо ТЧ-1 «Шенгавіт», на території якого розташоване одноколійне відгалуження до станції «Чарбах».
Конструкція станції —  односклепінна мілкого закладення.
Оздоблення — колійні стіни в нижній частині склепіння оздоблені сірим мармуром. Уздовж осі станції встановлено ряд багатокутних торшерів, на кожному — по чотири світильники. Це найтемніша станція не тільки в єреванському метро, але взагалі в колишньому СРСР: абсолютно темна стеля і сліпуче пряме світло з декоративних колон-торшерів.